# Duwall
Duwall var en från Skottland härstammande ätt, som i Sverige naturaliserades i en adlig och en friherrlig gren med två bröder. 
Ätten invandrade till Sverige omkring 1594 med Albrekt MacDougall, som 1626 blev fogde över Örbyhus och Tierp i Uppsala län, och skrev sig till Hallkved och Kjättslinge i Uppland. I Skottland tillhörde han den adliga ätten MacDougall of Mackerston, men hans far var farfaderns yngre son varmed denne på grund av primogenituren inte själv var adlig. Modern tillhörde ätten Nisbeth af Ileh. Albrekt MacDougall var gift tre gånger i Sverige och fick nio söner och tre döttrar, av vilka samtliga söner verkade inom den svenska militären. Av dessa kom två söner, Jacob och Mauritz, att naturaliseras som svenska adelsmän, på olika nummer och med olika rang. Ätten är i dag utslocknad, men lever på ett sätt kvar genom adelsätten Rosenmüller. Margaretha Duwall gifte sig nämligen år 1844 med huvudmannen Samuel Georg Rosenmüller. Sedan dess bär manliga medlemmar av ätten Rosenmüller i något av förnamnen namnet Duwall.

## Mauritz Duwalls gren, adliga ätten nr 241
Albrekt MacDougalls tredje hustru Ursila von Stralendorff var bördig från Mecklenburg. En av hans söner med henne, Mauritz, var överste och naturaliserades som svensk adelsmän 1638. Hans ätt introducerades på nummer 241. Mauritz Duwall var gift med Agneta Olofsdotter. Hennes far Olof Andersson var borgmästare i Stockholm och tillhörde Bureätten på fädernet och mödernet; modern Elin var syster till ärkebiskop Petrus Kenicius från Baggböle. Agneta Olofsdotters mor, Maria Liljeram, var dotter till Nils Chesnecopherus och hade med sin mor och systrar adlats Liljeram. En dotter till dem,  Elsa, gifte sig först Anckarfjell och sedan Grubbe, och en annan, Margareta, Nisbeth. Äldste sonen Albrecht var kapten vid Upplands regemente, men dömdes av Svea hovrätt till halshuggning sedan han slagit ihjäl en bonde. Den senares son Carl Duwall var kapten vid Södermanlands regemente och den siste på svärdssidan av den adliga ätten nr 241. Han var gift med Catharina Svinhufvud af Qvalstad, och fick med henne två döttrar. Den äldsta dottern Elisabeth Catharina Duwall gifte sig Frisenheim och var den sista medlemmen av ätten.

## Jacob Duwalls gren, friherrliga ätten nr 64
Mauritz Duwalls äldre bror Jacob var född i faderns föregående äktenskap, med Elsa von Bredau från Mecklenburg. Han stupade 1634 under trettioåriga kriget, då redan vorden veteran och före detta krigsfånge i rysk fångenskap under vilken han torterades. Gustav II Adolf förlänade honom klostret Leibus i Schlesien och friherretiteln, och han kom postumt att introducerades i den egenskapen i Sverige på nummer 64, varefter hans gren skrev sig till Ludvika. Hans hustru Anna von der Berge var dotter till ett estländskt lantråd. Två av deras söner blev landshövdingar, varav ätten kom att fortleva på svärdssidan med den yngre av dessa, Gustaf Duwall. Den friherrliga ätten slocknade på svärdssidan under början av 1900-talet.

## Kända medlemmar
- Axel Duwall (död 1630), skrev sig själv Mag Duwalt
- Jacob Duwall (cirka 1589-1634), general
- Jacob Duwall (1625-1684), landshövding
- Jakob Duwall (död 1731), överste och regementschef
- Jakob Duwall (död 1713), överste och regementschef
- Gustaf Duwall (1630-1692), landshövding, kammarherre
- Axel Duwall (1667-1750), general
- Johan Didrik Duwall (1723-1801), general, lantmarskalk
- Gustaf Duwall (1730–1816), överste och regementschef
- Virginia Charlotta Duwall (1748-1801), hovdam